# خورشیدگرفتگی ۶ مارس ۱۹۰۵
خورشیدگرفتگی ۶ مارس ۱۹۰۵ (به انگلیسی: Solar eclipse of March 6, 1905) یک خورشیدگرفتگی از نوع خورشیدگرفتگی حلقه‌ای است. این خورشیدگرفتگی در تاریخ ۶ مارس ۱۹۰۵ میلادی (‎۱۵ اسفند ۱۲۸۳ خورشیدی) روی داد که زمان اوج آن، ساعت ۵:۱۲:۲۶ به‌وقت ساعت هماهنگ جهانی بوده‌استو مدت زمان این خورشیدگرفتگی ۷ دقیقه و ۵۸ ثانیه بود.